# Tasos Telloglou
Tasos Telloglou (griechisch Τάσος Τέλλογλου; * 1961 in Athen) ist ein griechischer investigativer Journalist. Er ist einer der Moderatoren des wöchentlichen Nachrichtenprogramms Die neuen Dossiers (griechisch οι Νέοι Φάκελοι) des griechischen Privatsenders Skai TV. Er schreibt außerdem für die griechische Tageszeitung Kathimerini (griechisch Καθημερινἠ).
Telloglou wurde 1961 in Athen geboren, studierte Jura an der Nationalen und Kapodistrias-Universität Athen. Seine journalistische Karriere begann er 1986 als Mitarbeiter der Zeitung „I Proti“ (griechisch Η Πρώτη). Von 1990 bis 1997 war er Deutschland-Korrespondent für die Tageszeitung Kathimerini und von 1993 bis 2000 auch für den TV-Sender Mega Channel. Ab 1998 moderierte er zusammen mit den Journalisten Alexis Papahelas und Pavlos Tsimas die Sendung Mavro Kouti (griechisch Μαύρο κουτί  „Black Box“) auf Mega Channel.
Für seine Recherchen über Bestechungszahlungen von Siemens in Griechenland wurde er mit dem angesehenen Fernsehpreis "Prosopa 2008" für die beste Reportage des Jahres ausgezeichnet. (griechisch)
Im Jahr 2016 gründete mit anderen Journalisten das digitale investigative Magazin insidestory.gr. Im  April 2022 veröffentlichte er mit seiner Kollegin Elisa Triantafyllou die Ergebnisse ihrer Recherche zur Mobilfunk-Überwachung mit Hilfe der Spyware Predator.

## Werke
Tasos Telloglou hat vier Bücher geschrieben:

- "Η γερμανική πολιτική στον γιουγκοσλαβικό χώρο 1991 - 1995" (Die deutsche Politik in Jugoslawien 1991 - 1995) (1996).[4]
- "Φάκελος 17 Νοέμβρη" (Akte 17 November) (2002)  Mitautoren Alexis Papahelas, über die griechische Terrororganisation 17. November - [5]
- "Η πόλη των Αγώνων" (The City of the Games) (2004), über die Vorbereitung der Athener Olympiade 2004.[6]
- "Το Δίκτυο - Φάκελος Siemens" (The Network - File Siemens) (2009), über die griechische Seite des Siemens-Schmiergeld-Skandals 2008 Greek aspect of the Siemens slush funds scandal.[3][7]